# Simbach am Inn
Simbach am Inn är en stad i Landkreis Rottal-Inn i Regierungsbezirk Niederbayern i förbundslandet Bayern i Tyskland.